# Anzegem

Anzegem en la provincia de Flandes Occidental

Anzegem es un municipio de Bélgica, situado en la provincia de Flandes Occidental. A comienzos de 2018 contaba con una población total de 14 609 personas. La extensión del término es de 41,79 km², con una densidad de población de 349,6 habitantes por km².
Entre los nacidos en Anzegem se encuentra el escritor belga Stijn Streuvels, muerto en Ingooigem en 1969.

## Geografía
- Altitud: 40 m s. n. m.
- Latitud: 50º 49' 59" N
- Longitud: 003º 28' 00" E

### Secciones del municipio
El municipio comprende los antiguos municipios, que se fusionaron en 1977:
| - Anzegem - Gijzelbrechtegem - Ingooigem - Kaster - Tiegem - Vichte |

## Demografía

### Evolución
Todos los datos históricos relativos al actual municipio, el siguiente gráfico refleja su evolución demográfica, incluyendo municipios después de efectuada la fusión el 1 de enero de 1977.
| Gráfica de evolución demográfica de Anzegem entre 1846 y 2020 |
|                                                               |